# 埃格纳渡口大桥
埃格纳渡口大桥（英語：Eggner's Ferry Bridge）是美国肯塔基州的一座跨过肯塔基湖的桥梁，承载68号美国国道与80号肯塔基州州道，第一代桥梁为桁架桥，1932年通车，2012年被船只撞击，第二代桥梁为双向四车道上承式拱桥，2016年通车。